# Майкл Бін
Майкл Коннелл Бін (англ. Michael Connell Biehn) — американський кіноактор і режисер. Відомий за фільмами Джеймза Кемерона «Термінатор» (1984) як Кайл Риз, «Чужі» (1986) як капрал Двейн Гікс і «Безодня»(1989) як лейтенант Коффі. Також він прославився участю у вестерні «Томстоун» (1993), бойовику «Скеля» і у треш-фільмі жахів / комедії «Планета жаху» (2007). На телебаченні Бін узяв участь у телесеріалі «Гіл-стріт блюз» (лауреаті 80-х премії «Еммі»), а також у шоу «Корпорація пригод» (2003).

## Ранні роки
Майкл Бін народився 31 липня 1956 року у м. Анністон (Алабама), у сім'ї Марсії (уродженої Коннелл) і Дона Біна, юриста. Хлопчик виростав у м. Лінкольн (Небраска). Він має трьох братів і сестер: Брук Енн, Джонатона і Стивена. Майкл ходив до середньої школи у м. Лейк-Гавасу-Сіті, де відвдував драматичний гурток. Потім він навчався на драматичній програмі в Університеті Аризони (де був членом Братства «Сіґма Ню») протягом двох років перед тим, як він вирушив до Голівуду.

## Кар'єра
Майкл Бін почав зніматися у кіно в епізодичній ролі у фільмі «Бриолін» (1978). Він з'явився там у двох сценах: найпомітнішою із них була та, де персонаж Джона Траволти, Денні, б'є Бінового персонажа у живіт під час гри у баскетбол. 1981-го він зіграв сталкера (маніяка-психопата) у картині «Шанувальник» (1981); на час зйомок картини Майклові було ледь за 20, а «об'єктові його домагань» — персонажеві Лорен Беколл — далеко за 40. Фільм був невдалим у прокаті через помилки авторів фільму. Після кількох інших фільмів Бін зіграв роль у картині «Володарі дисципліни» (1983), який став комерційно успішним і Біна почали помічати. Того ж року його запрошують на роль Кайла Риза, сержанта із майбутнього Руху опору людей, якого відправив у наш час Джон Коннор — аби урятувати свою матір, Сару Коннор (і себе самого) у фільмі «Термінатор». Успіх цього фільму (на початку — малобюджетного бойовика за $6 млн із режисером-початківцем) був шалений; тоді Майкл і вирішив для себе, що для успішної кар'єри у кіно потрібно вибирати або хорошого режисера — або хороший сценарій.
Також Майкл знявся у двох інших фільмах режисера Джеймза Кемерона: «Чужі» (як капрал Гікс) і «Безодня» (як лейтенант Гірем Коффі), а також маленьку роль у картині «Термінатор 2: Судний день» (його коротеньку роль було вилучено з версії для кінотеатрів, але вона є у варіантах фільму «Спеціальне видання» і в режисерській версії). Причому, до фільму «Чужі» Бін потрапив випадково: герой, затверджений на роль Гікса (актор Джеймз Ремар), посварився із режисером Джеймзом Кемероном — тому його замінили Біном.
Картинку із Біном як його героєм Кайлом Ризом було відтворено на обкладинці відеогри 1987-го року «Metal Gear», де він зображає протагоніста гри, героя на ім'я Солід Снейк.
У чорновикові сценарію до картини «Чужий 3», написаному Вільямом Ґібсоном, Бінів персонаж Гікс (котрий вижив у попередній картині циклу «Чужий») мав стати головним протагоністом, що заміщає за сюжетом Еллен Риплі (Сиґурні Вівер). Однак, Волтер Гілл і Девид Ґілер, які писали остаточний варіант сценарію, "убили «капрала Гікса на початку фільму. Коли Бін дізнався, що для його ролі у фільмі практично не залишилося місця, то став вимагати — і отримав-таки — майже стільки ж грошей, скільки він заробив за увесь попередній фільм циклу „Чужі“. Пізніше Бін зіграв роль Гікса у озвученні персонажа відеогри „Aliens: Colonial Marines“.
Режисер Джеймз Кеморон не запрошував більше Майкла Біна грати у своїх великих фільмах. Після кількох провальних для прокату фільмів: „Морські котики“ (1990), „Бомба з часовим механізмом“(1991), „Смертельне падіння“(1993), „Нефрит“(1995), — репутацію Біна було остаточно підірвано, і найближчі кілька років він знімався лише у малобюджетний фільмах.
У 2000-ні слід відзначити його роботу у картині „Мистецтво війни“ (2000) і „Ті, хто зупиняє час“(2002), а також озвучення відеогри „Command & Conquer: Tiberian Sun“(1999); також участь у незалежних фільмах типу „Спустошення“ (2005). Також варто згадати його участь у телесеріалах, включаючи ковбойську драму від телерадіомережі „CBS“ із назвою „Чудова сімка“ (1998—2000), а також серіал від „Tribune Entertainment“ Корпорація пригод» (2002—2003) і серіал від «NBC TV» «Гаваї» (2004). Усі три телесеріали було пізніше скасовано через низькі рейтинґи. Джеймз Кемерон розглядав кандидатуру Майкла Біна у його фантастичному епосі «Аватар» (2009); проте пізніше режисер вирішив, що коли поряд із акторкою Сиґурні Вівер з'явиться іще й Бін — то людям це дуже нагадає картину «Чужі».
Наприкінці 2000-х в акторській кар'єрі Біна помічається певне відродження: актор зіграв роль шерифа у фільмі Роберта Родриґеса «Планета жаху» (2007) і головну роль у постапокаліптичному фантастичному триллері «По́діл» (2011), де він (на думку кінокритиків) зіграв чи не найкращу свою роль останнього часу.

Бін, якого (за словами актора) надихав Роберт Родріґес зі своєю «Планетою жаху», написав, спродюсував, зрежисував (і ще й знявся там у головній ролі) свій власний фільм «Жертва», який глядачі побачили 2011-го року. Алан Черни із вебсайту «Ain't It Cool News» охарактеризував «Жертву» як «веселенький фільм у стилі ґрайнхауз», в якому він хвалив Біна за хорошу гру і за гру його команди акторів. Хоча Черни і зазначив, що режисерський дебют Біна мав багато недосконалостей: наприклад, у монтажі сцен, у затягнутості фільму (на думку критика), — та проте, Бін уловив суть жанру, із яким працював; «Бін чудово усвідомлював, що він хоче зняти, — і, значною мірою, він це й отримав». Також критик сказав: «Це специфічний жанр зі специфічним стилем; і працюючи над ним, Бін зробив більше удалих здобутків, аніж хибних кроків».

## Особисте життя

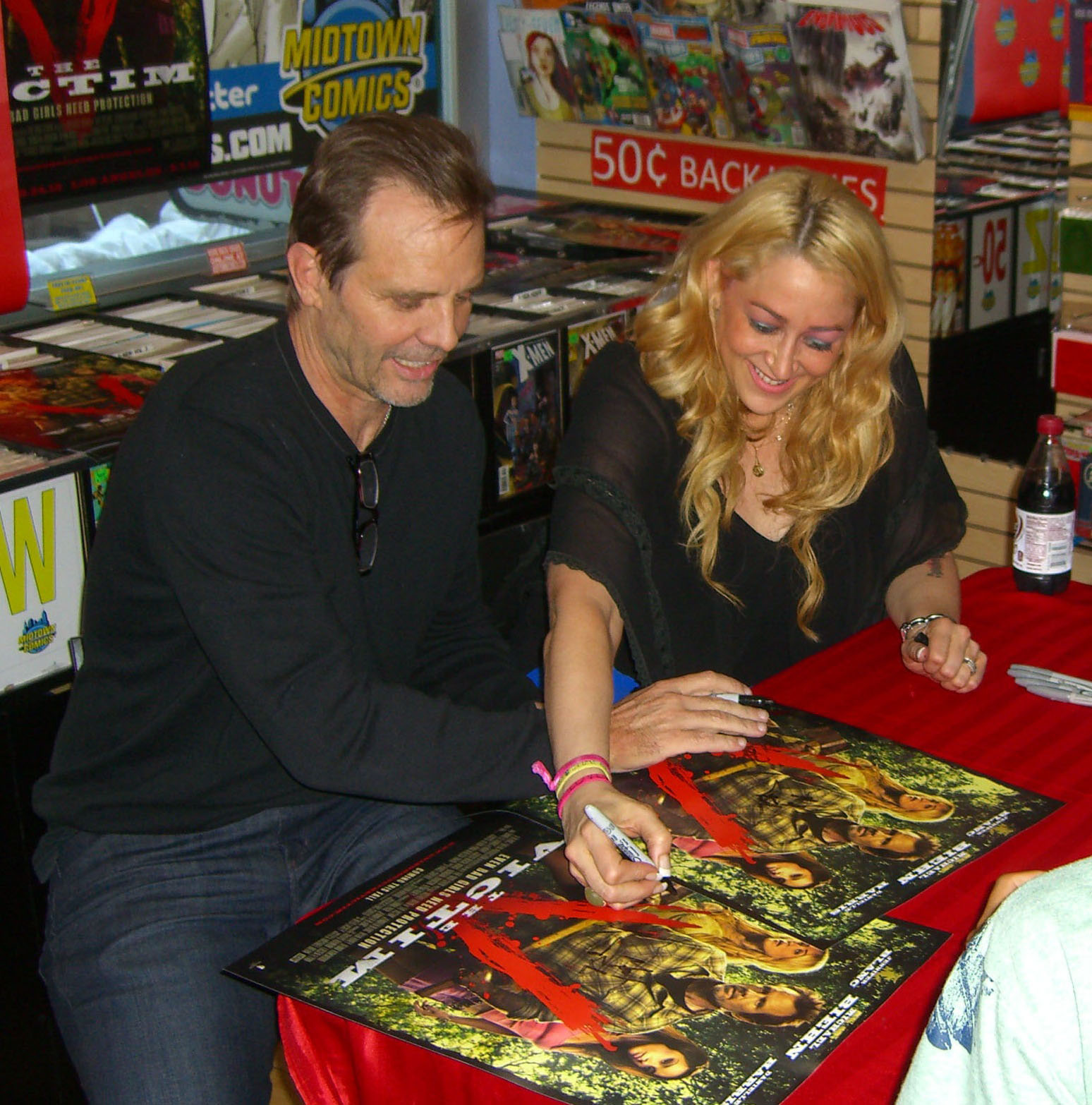
Бін зі своєю дружиною, акторкою Дженніфер Бланк, на промоушені його режисерського дебюту, картини «Жертва», яку вони удвох спродюсували (і де обоє знялися).

11-го липня 1980-го року одружився з акторкою Карлін Олсен. У подружжя народились двое синів: Девон із Тайлером (1984-го року, двійнята). Пара розлучилась 1987-го року.
У січні 1988-го року одружився із Джиною Марш. У подружжя народилось двоє дітей: Келан Майкл (11 квітня 1992-го року) та Александер (19 березня 2003-го року). Пара розлучилась 2008-го року.
Наразі Бін одружений із актрисою Дженніфер Бланк, яка співпродюсувала і знялася разом із ним у його дебютному в ролі режисера фільмі «Жертва».

## Фільмографія
| Рік       | Стрічка                       | Роль                                                                  | Примітка                                                |
| --------- | ----------------------------- | --------------------------------------------------------------------- | ------------------------------------------------------- |
| 1978      | Бриолін                       | Майк, баскетболіст                                                    | Не зазначено у складі акторів                           |
| 1978      | Тренер                        | Джек Риплі                                                            |                                                         |
| 1978      | Вогонь у небесах              | Том Реардон                                                           | Телефільм                                               |
| 1980      | Хоґ Вайлд                     | Тім Ворнер                                                            |                                                         |
| 1981      | Шанувальник                   | Даґлас Брін                                                           |                                                         |
| 1983      | Володарі дисципліни           | кадет-підполковник Джон Александр                                     |                                                         |
| 1984      | Термінатор                    | сержант Кайл Риз                                                      |                                                         |
| 1984      | Мучеництво Святого Себастьяна | Себастьян                                                             | телефільм                                               |
| 1985      | Смертельні наміри             | др. Чарльз Рейнер                                                     |                                                         |
| 1986      | Чужі                          | капрал Двейн Гікс                                                     | номінація — премія «Сатурн» найкращому акторові         |
| 1987      | Шаленство                     | Ентоні Фрейзер                                                        |                                                         |
| 1988      | Сьоме знамення                | Расселл Квін                                                          |                                                         |
| 1988      | У неглибокій могилі           | Ґарнет Монтроз                                                        |                                                         |
| 1989      | Безодня                       | лейтенант Гірам Коффі                                                 |                                                         |
| 1990      | Морські котики                | лейтенант Джеймз Каррен                                               |                                                         |
| 1991      | Бомба з часовим механізмом    | Едді Кей                                                              |                                                         |
| 1991      | Термінатор 2: Судний день     | Кайл Риз                                                              | камео; у «Спеціальному виданні» і в режисерській версії |
| 1991      | K2: Гранична висота           | Тейлор Брукс                                                          |                                                         |
| 1992      | Смак убивства                 | Бо Лондрі                                                             | телефільм                                               |
| 1993      | Під прикриттям                | детектив Метью МакРі                                                  | телефільм                                               |
| 1993      | Смертельне падіння            | Джо Долен                                                             |                                                         |
| 1993      | Тумстоун                      | Джонні Рінґо                                                          |                                                         |
| 1994      | Криваво-червоний              | Джо Кіз                                                               | телефільм                                               |
| 1995      | Королівство сліпих            | Джекі Раян                                                            | камео                                                   |
| 1995      | Нефрит                        | детектив Боб Гарґрув                                                  |                                                         |
| 1995      | Кров мисливця                 | Блейк                                                                 | телефільм                                               |
| 1995      | Зловживання довірою           | Кейсі Вудз                                                            |                                                         |
| 1996      | Кадр за кадром                | детектив Стеш Горвак                                                  | телефільм                                               |
| 1996      | Місяць пустелі Могав          | Бойд                                                                  |                                                         |
| 1996      | Скеля                         | командер Чарльз Андерсон                                              |                                                         |
| 1997      | Астероїд                      | Директор Федеральної аґенції із надзвичайних справ (FEMA) Джек Воллах | телефільм                                               |
| 1997      | Мертвий не танцює             | Роберт Гарт                                                           |                                                         |
| 1997      | The Ride                      | Смокі Бенкс                                                           |                                                         |
| 1998      | План С'юзан                   | Білл                                                                  |                                                         |
| 1998      | Американські дракони          | детектив Тоні Лука                                                    |                                                         |
| 1998-2000 | Чудесна сімка                 | Крис Ларебі                                                           | телесеріал                                              |
| 1999      | Срібний вовк                  | Рой МакЛін                                                            | телефільм                                               |
| 2000      | Субординація                  | аґент секретної служби Крейґ Торнтон                                  |                                                         |
| 2000      | Черрі Фолз                    | шериф Брент Маркен                                                    |                                                         |
| 2000      | Мистецтво війни               | Роберт Блю                                                            |                                                         |
| 2001      | Меґіддо: Код омеґа-2          | президент Девид Александр                                             |                                                         |
| 2002      | Ті, хто зупиняє час           | Генрі Ґейтс                                                           |                                                         |
| 2002      | Межа                          | детектив Мейсі Кобачек                                                |                                                         |
| 2002-2003 | Корпорація пригод             | Джадсон Кросс                                                         | телесеріал                                              |
| 2004      | Легенда Батча і Санденса      | Майк Кессиді                                                          | телефільм                                               |
| 2004      | Гаваї                         | детектив Шон Гаррисон                                                 | телесеріал                                              |
| 2005      | Крейзі                        | Стюарт Ланґ                                                           |                                                         |
| 2005      | Підрозділ Драконів            | Петрос Енджело                                                        |                                                         |
| 2007      | Ненаситний                    | Стрикленд                                                             |                                                         |
| 2007      | Ти тут                        | Тоні Рассо                                                            |                                                         |
| 2007      | Ґрайнхауз                     | шериф Гааґа                                                           | частина фільмів Планета жаху і Дяка                     |
| 2007      | Вони чекають                  | Блейк О'Коннел                                                        | Камео                                                   |
| 2008      | Стилет                        | Лі                                                                    |                                                         |
| 2009      | Рятуючи Ґрейс Бі. Джонс       | Ленді Бретгорс                                                        |                                                         |
| 2009      | Ріки крові                    | аґент Майкл Бравн                                                     |                                                         |
| 2010      | Псих 9                        | детектив Марлінґ                                                      |                                                         |
| 2010      | Підкинь мене додому           | Білл Франклін                                                         |                                                         |
| 2010      | Тяжка втрата                  | Джонатан Міллер                                                       |                                                         |
| 2010      | Кривавий Бонд                 | Джон Тремені                                                          | співрежисер                                             |
| 2011      | Розділювач                    | Майкі                                                                 |                                                         |
| 2011      | Відвези мене додому           | Білл Франклін                                                         |                                                         |
| 2011      | Прокол                        | Ред                                                                   |                                                         |
| 2011      | Жертва                        | Кайл                                                                  | співрежисер                                             |
| 2012      | Суши-ґьорл                    | Майк                                                                  |                                                         |
| 2013      | Різьба                        | Реґґі                                                                 |                                                         |
| 2013      | Зрада                         | Генрі                                                                 |                                                         |
| 2014      | Темний ліс                    | Пітер                                                                 |                                                         |